# Badu, Jiangxi
Badu är en köping i Kina. Den ligger i provinsen Jiangxi, i den sydöstra delen av landet, omkring 150 kilometer sydväst om provinshuvudstaden Nanchang. Antalet invånare är 34 005. Befolkningen består av 15 665 kvinnor och 18 340 män. Barn under 15 år utgör 23,0 %, vuxna 15-64 år 69 %, och äldre över 65 år 7,0 %.
Runt Badu är det ganska tätbefolkat, med 139 invånare per kvadratkilometer. Närmaste större samhälle är Baqiu, 15,4 km nordväst om Badu. I omgivningarna runt Badu växer huvudsakligen savannskog.
Genomsnittlig årsnederbörd är 2 089 millimeter. Den regnigaste månaden är juni, med i genomsnitt 356 mm nederbörd, och den torraste är oktober, med 23 mm nederbörd.